# Мацокин, Александр Михайлович
Александр Михайлович Мацокин — российский учёный в области вычислительной математики и машинной графики, доктор физико-математических наук (1989), профессор кафедры вычислительной математики Новосибирского государственного университета (1990—2015).

## Биография
Родился 8 марта 1947 г. в Каменске-Уральском Свердловской области. Окончил механико-математический факультет НГУ по специальности «Математика» (1970).
С 1970 по 2015 г. в Вычислительном центре СО АН СССР (Институте вычислительной математики и математической геофизики СО РАН): стажёр-исследователь, аспирант (1972—1975), младший научный сотрудник (1972—1978), зав. лабораторией (1978), зав. отделом (1986); зав. лабораторией численного анализа и машинной графики (1992—2014).
В НГУ работал по совместительству в 1972—2015 гг.: преподаватель, ассистент (1977), доцент (1979), профессор кафедры вычислительной математики (с 1990). Читал курсы «Методы вычислений», «Вычислительные методы линейной алгебры», спецкурсы «Численные методы решения эллиптических краевых задач», «Итерационные методы решения сеточных уравнений».

## Научные достижения
- Разработал методы построения геометрических моделей плоских и трехмерных объектов и алгоритмы реализации теоретико-множественных операций над ними.
- Предложил и исследовал метод построения сеточных областей топологически эквивалентных прямоугольным.
- Предложил теорию построения методов фиктивных компонент и альтернирования по подпространствам для решения задачи о представлении линейного функционала в гильбертовом пространстве,
- Разработал высокоэффективные итерационные процессы приближенного решения самосопряженных краевых задач для дифференциальных уравнений эллиптического типа.

## Награды и звания
Ученые степени:
- кандидат физико-математических наук, тема диссертации «О построении и методах решения систем вариационно-разностных уравнений» (1976);
- доктор физико-математических наук, тема диссертации «Методы фиктивных компонент и альтернирования по подпространствам» (1989).

Учёные звания:
- доцент по кафедре вычислительной математики (1981);
- профессор по кафедре вычислительной математики (1992).

Лауреат Премии Совета Министров СССР (1989). Награждён медалью «За трудовое отличие» (1983), Золотой медалью ВДНХ (1986).

## Научные труды
Автор более 80 научных публикаций.
Сочинения:
- Метод альтернирования Шварца в подпространстве // Изв. вузов. Математика. 1985. № 10. С. 61-66. (в соавт.)
- Быстрые итерационные методы решения систем сеточных уравнений // Актуальные проблемы вычислительной математики и математического моделирования. Новосибирск. 1985. С. 207—228. (в соавт.)
- Разбиение плоскости и теоретико-множественные операции // Сиб. журнал вычисл. математики. 1998. Т. 1, № 3. С. 227—247.